# Valeriano el Menor
Publio Licinio Valeriano, más conocido como Valeriano el Menor o, a veces, Valeriano el Joven (en latín, Publius Licinius Valerianus o Licinius Valerianus Minor, fl. en 265-268 - fallecido en 268) fue un cónsul romano imperial.

## Biografía
Era el hijo menor del emperador Valeriano y su segunda esposa Cornelia Gallonia y hermanastro del emperador Galieno. A veces se confunde con su sobrino, Cornelio Valeriano, hijo de Galieno.
En algún momento, entre 253 y 264, fue nombrado cónsul sustituto (consul suffectus) y, en el 265, cónsul ordinario.
Probablemente murió en el 268, cuando en Roma, los miembros de la familia de Galieno murieron tras el asesinato del emperador. La Historia Augusta relata que fue enterrado en Milán, en una tumba que por voluntad de Claudio el Gótico llevaba la inscripción "Valeriano augusto".
Juan Zonaras, historiador bizantino del siglo XII, al contrario que la propia Historia Augusta y el historiador Eutropio, afirma que fue muerto en Roma, en lugar de Milán.